# آنترپرفوس
آنترپرفوس (به آلمانی: Unterperfuss) یک منطقهٔ مسکونی در اتریش است که در اینسبروک لند واقع شده‌است. آنترپرفوس ۲٫۲۸ کیلومتر مربع مساحت دارد ۵۹۶ متر بالاتر از سطح دریا واقع شده‌است.